# Alexander Tzonis

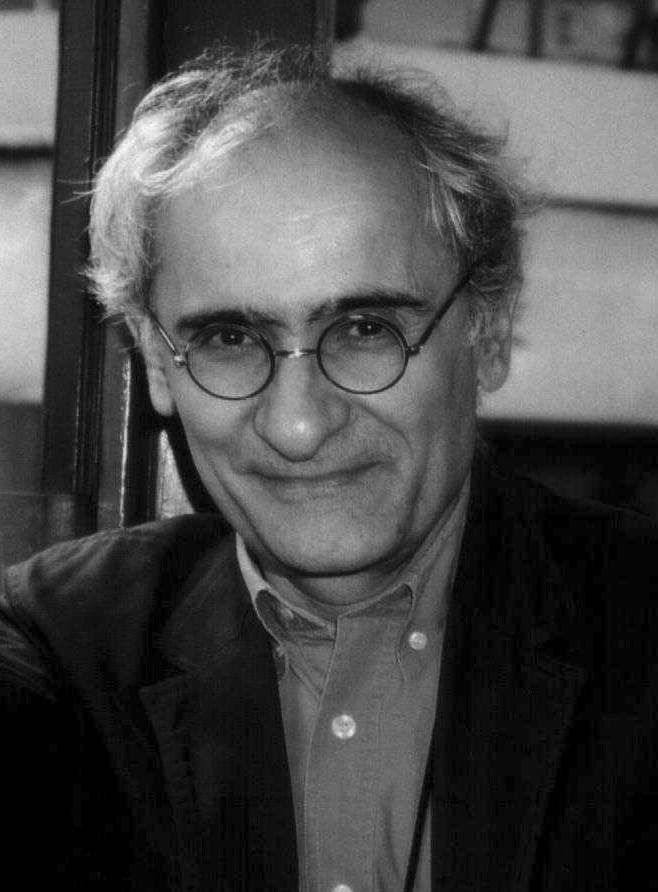
Alexander Tzonis

Alexander Tzonis (griechisch Αλέξανδρος Τζώνης, * 8. November 1937 in Athen) ist ein Architekturtheoretiker und -kritiker. 2005 ging er als Professor der TU Delft in den Ruhestand. Seit 2007 ist er Professor an der Tsinghua-Universität.

## Leben
Tzonis ist der Sohn einer Chemie-Ingenieurin und eines Biologie-Professors der Universität Thessaloniki. Er wandte sich erst der Mathematik zu, arbeitete jedoch während seines Studiums als Bühnenbildner und Entwerfer für Kulissen. Ein Stipendium der Ford-Stiftung ermöglichte ihm ein Studium in Yale, wo er im Anschluss an sein Studium Werke der Designmethodologie zusammen mit seinem Professor Serge Chermayeff veröffentlichte. 
Alexander Tzonis lehrte erst in Harvard und wurde später Professor an der TU Delft. Seine Ehefrau Liane Lefaivre ist emeritierte Professorin an der Universität für angewandte Kunst Wien, sie ist gleichzeitig Co-Autorin vieler seiner Werke.
Tzonis prägte den Begriff des kritischen Regionalismus in der Architektur, ebenso galt seine Aufmerksamkeit dem Formenkanon der griechischen Klassik.